# Áyios Nikólaos (ort i Grekland, Grekiska fastlandet, Nomós Evvoías)
Áyios Nikólaos (Agios Nikolaos) är en ort i Grekland.   Den ligger i prefekturen Nomós Evvoías och regionen Grekiska fastlandet, i den östra delen av landet, 50 km norr om huvudstaden Aten. Áyios Nikólaos ligger 6 meter över havet och antalet invånare är 3 426. Den ligger på ön Euboia.
Terrängen runt Áyios Nikólaos är kuperad norrut, men söderut är den platt. Havet är nära Áyios Nikólaos åt sydost. Runt Áyios Nikólaos är det ganska tätbefolkat, med 134 invånare per kvadratkilometer. Närmaste större samhälle är Chalkída, 6,2 km nordväst om Áyios Nikólaos. Trakten runt Áyios Nikólaos består till största delen av jordbruksmark.